# 瓦尔代克-弗兰肯贝格县
瓦尔代克-弗兰肯贝格县（德語：Landkreis Waldeck-Frankenberg）是德国黑森州西北部卡塞尔行政区的一个县，首府科爾巴赫。

## 地理
瓦尔代克-弗兰肯贝格县西面和北面与北莱茵-威斯特法伦州的上绍尔兰县，北面与北莱茵-威斯特法伦州的赫克斯特县，东面与卡塞尔县和施瓦尔姆-埃德尔县，南面与马尔堡-比登科普夫县，西南面与北莱茵-威斯特法伦州的锡根-维特根施泰因县相邻。
瓦尔代克-弗兰肯贝格县有约76%的人口信仰福音派，约15%信仰天主教；外国人约占总人口的5.1%。瓦尔代克-弗兰肯贝格县面积超过1848平方千米，是黑森州面积最大的县。